# Всесвітня федерація профспілок

Логотип ВПФ

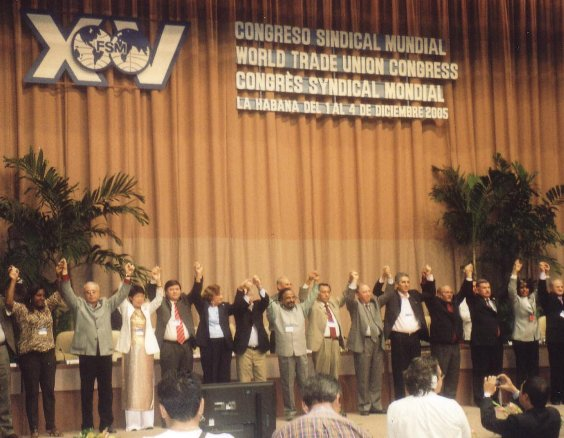
16-й конгрес ВФП, Гавана, Куба (грудень 2005)

Всесві́тня федера́ція профспіло́к, ВФП (англ. World Federation of Trade Unions, WFTU) — міжнародна профспілкова організація, створена після завершення Другої світової війни.
Штаб-квартира організації міститься в Афінах (Греція).

## Історія
ВФП було створено на 1-й установчій конференції в Парижі 3 жовтня 1945 року. Тривалий час організація перебувала під впливом Радянського Союзу. На момент свого заснування об'єднувала майже всі існуючі національні профспілкові організації. Дискусія про підтримку/непідтримку «Плана Маршалла» та з решти питань спричинила до виходу з Федерації в 1949 році декількох національних профспілкових об'єднань, які схвалили рішення про утворення Міжнародної конфедерації вільних профспілок (МКВП).
У складі ВФП залишились, здебільшого, профспілкові осередки країн Соцтабору і сателітів СРСР. Із профспілкових об'єднань капіталістичних країн у Федерації лишились Загальна конфедерація праці (ЗКП, Франція), Італійська загальна конфедерація праці (ІЗКП) та деякі інші. Національні профспілкові осередки Югославії та Китаю вийшли з ВФП після розрива стосунків з СРСР.
Після розпаду Радянського блоку, чимало профспілок, що утворилися в державах «нової демократії» (колишніх соціалістичних), долучилися до МКВП. Крім того, із ВФП в сер. 1990-х рр. вийшли французька та італійська профспілкові організації (ЗКП та ІЗКП).
Головами Всесвітньої федерації профспілок обиралися: в 1945—1946 У. Сітрін (Велика Британія), в 1946—1949 А. Дікін (Велика Британія), в 1949—1957 Дж. Ді Вітторіо (Італія), в 1959—1961 А. Новела (Італія), в 1961—1969 Р. Бітоссі (Італія), з 1969 Е. Пасторіно (Уругвай).
Генеральними секретарями Всесвітньої федерації профспілок обиралися Сайян Луї (в 1945—1969), Жансус П. (з 1969) та інші.
Секретарями Всесвітньої федерації профспілок обиралися Піменов Петро Тимофійович, Подзерко Віктор Андрійович, Чередниченко Євген Трохимович та інші.